# Karl Kroeger
Karl Douglas Kroeger (Louisville, 13 april 1932) is een Amerikaanse componist, muziekpedagoog en musicoloog.

## Levensloop
Kroeger studeerde aan de Universiteit van Louisville in Louisville bij onder anderen Claude Almand en George Perle en behaald zowel zijn Bachelor of Music in 1954, een Bachelor of Education in 1958 als zijn Master of Music in 1959. Daarna studeerde hij aan de Universiteit van Illinois te Urbana-Champaign in Urbana bij Gordon Binkerd en behaalde zijn Master of Science in 1961. Hij voltooide zijn studies later beginnend aan de Universiteit van Wisconsin in Madison (1968-1969) en wisselde dan nog van 1969 tot 1971 aan de Brown University in Providence, waar hij in 1976 promoveerde tot Ph.D. (Philosophiæ Doctor) in musicologie.
Van 1962 tot 1964 was hij hoofd van de "American Music Collection" in de openbare bibliotheek van New York. Met steun van de Ford Foundation was hij van 1964 tot 1967 huiscomponist en muziekleraar aan openbare scholen in Eugene. Vanaf 1967 was hij docent voor muziektheorie aan de Ohio University in Athens. Na zijn promotie was hij in 1971 en 1972 docent aan de Minnesota State University Moorhead in Moorhead. Van 1972 tot 1982 was hij directeur van de Moravian Music Foundation in Winston-Salem en was eveneens van 1982 tot 1998 docent aan de Universiteit van Colorado te Boulder. Met een studiebeurs van de Leverhulme Trust was hij in 1980 docent aan de Keele University in Keele (Verenigd Koninkrijk). 
Als componist schreef hij meer dan 100 werken voor verschillende genres, werken voor orkest, harmonieorkest, vocale muziek en kamermuziek. In 1971 won hij met zijn werk Divertimento een eerste prijs tijdens de ABA-Ostwald Band Composition Contest. Tegenwoordig leeft hij in Gurnee.

## Composities

### Werken voor orkest
- 1958 Sinfonietta, voor orkest
- 1961 Concerto da Camera, voor hobo, harp en strijkorkest
- 1965 Concerto Grosso, voor strijkorkest
- 1965 Dramatic Overture, voor orkest
- 1966 Dark of the Moon, concertsuite voor orkest
- 1966 Symfonie nr. 1, voor groot orkest
- 1967 Concertino (Five Bagatelles), voor piano en kamerorkest
- 1968 Chorale, voor orkest
- 1980 Concert Overture, voor orkest
- 1997 Dance Suite, voor strijkorkest
- 2002 Concert Overture nr. 2, voor orkest
- 2002 Horn of Roland, suite voor hoorn en kamerorkest
- 2002 Suite, voor orkest

### Werken voor harmonieorkest
- 1956 Design, voor harmonieorkest
- 1957 rev.1999 Suite, voor harmonieorkest
- 1964 Variations of a Hymn of William Billings, voor harmonieorkest
- 1966 Prologue and Dance, voor harmonieorkest
- 1967 Ballad, voor klarinet en harmonieorkest
- 1967 Concertino, voor hobo en harmonieorkest
- 1967 Divertimento, voor harmonieorkest
- 1970 Declaration, voor trompet en harmonieorkest
- 1981 Variations on a Moravian Chorale, voor harmonieorkest
- 1982 Concert, voor altsaxofoon en harmonieorkest
- 1989 Festive Overture, voor harmonieorkest

### Vocale muziek

#### Cantates
- 1976 Pax Vobis: A Festival Cantata, cantate voor sopraan, bariton, gemengd koor en orkest

#### Werken voor koor
- 1968 Festival Fanfare, voor gemengd koor (SSATB), 4 trompetten en 4 trombones
- 1974 Hear my Prayer, o Lord, voor gemengd koor
- 1976 Hosanna, voor gemengd koor en orgel
- 1978 Truth Crushed To Earth, voor gemengd koor en orgel - tekst: William Cullen Bryant en Bijbel
- 1978 Universal Praise, voor gemengd koor en orgel
- 1986 A Choral Fanfare: "O Come Let Us Sing Unto The Lord", voor gemengd koor en orgel - tekst: Psalm 95
- 1988 Hodie Christus natus est, voor gemengd koor a capella
- 1999 The Nativity: A Triptych for Christmas, voor gemengd koor en harp 
  1. Come all ye faithful Christians
  2. Sweet was the Song
  3. In Excelsis Gloria
- 2000 Laudate Dominum, voor mannenkoor a capella
- 2000 Two Marian Motets, voor gemengd koor a capella
- 2005 Canticle of Praise, voor gemengd koor en orkest - ook in een versie voor gemengd koor en orgel
- 2007 Choral Triptych, voor gemengd koor en koperkwintet (2 trompetten, 2 hoorns en trombone)
- 2008 Dies Natale, voor gemengd koor a capella
- 2008 O Magnum Mysterium, voor gemengd koor a capella
- 2008 Quem Vidistis, Pastores, voor gemengd koor a capella
- 2010 Noel, voor gemengd koor
- 2011 Five Madrigals, voor gemengd koor a capella
  1. How does the heart break
  2. Come, Thyrsis, to the grass
  3. For the moment we are feverless
  4. This song laments of love
  5. Ah, we do know the atom's agony
- A Child this Day is Born, voor gemengd koor en piano

#### Liederen
- 1979 Tres Psalmi Davidis, voor sopraan en bastrombone 
  1. Psalmus I
  2. Psalmus XCIX
  3. Psalmus CXLIX
- 2008 King David's Prayer, voor zangstem, hoorn en piano - tekst: Psalm 55, 121 en 100
- 2010 Valentines: Five Songs on Poems of Madeline Cundiff, voor zangstem en piano
  1. In My Heart's Forest
  2. Hope is a Valentine
  3. No Joy is Safe
  4. I Am in Love with Mind
  5. Because the World is Pear-Shaped
- 2011 Five Songs after melodies by William Billings, voor zangstem en piano - tekst: Bijbel
  1. There is a Land of Pure Delight
  2. David's Lamentation
  3. The Rose of Sharon
  4. A Virgin Unspotted
  5. Let Tyrants Shake their Iron Rod
- 2012 Elizabethan Lyrics, voor tenor (of hoge bariton), dwarsfluit, klarinet en cello - tekst: Engelse dichters vanuit de 16e eeuw
- 2013 Metaphors - Three Songs, voor zangstem en piano - tekst: Madeline Cundiff
  1. Go, Little Poem
  2. These Iris Stand
  3. The World is a Tear Drop

### Kamermuziek
- 1951 Sonate, voor altviool en piano
- 1957 Five Discussions, voor strijkkwartet
- 1957 Sonata Breve, voor trompet in C, hoorn en trombone
- 1960-1998 3 Strijkkwartetten
- 1962 Duo Concertante, voor viool en cello
- 1962 Sonata Breve, voor trompet, hoorn en trombone
- 1965 Canzona II, voor kopersextet (2 trompetten, hoorn, bariton, trombone en tuba)
- 1966 Canzona III, voor kopersextet (3 trompetten en 3 trombones)
- 1966 Partita, voor koperkwintet
- 1968 Serenade, voor strijkkwartet
- 1968 Toccata, voor klarinet, trombone en slagwerk
- 1969 Fantasy, voor koperkwartet (2 trompetten, hoorn en trombone)
- 1976 Variations on a Moravian Chorale, voor tromboneensemble (2 sopraan-, 2 alt-, 2 tenor- en 2 bastrombones)
- 1989 Dances of Albion, voor dwarsfluit en gitaar
- 1990 Parataxis, voor dwarsfluit en slagwerk
- 1992 Banchetto Musicale-Suite, voor saxofoonensemble (2 sopraansaxofoons, 2 altsaxofoons, 2 tenorsaxofoons, baritonsaxofoon, bassaxofoon)
- 1996 Sonate, voor cello en piano
- 1998 Blaaskwintet nr. 1
- 1998 Koperkwintet
- 1999 Sonate, voor klarinet en piano
- 1999 Sonate, voor viool en piano
- 2003 I Quattro Venti, voor dwarsfluit, hobo, klarinet en fagot
- 2003 Sonata Festiva, voor 2 hoorns en 2 trombones
- 2006 Blaaskwintet nr. 2
- 2006 Klarinetkwartet, voor klarinet, viool, altviool en cello
- 2006 Meditation, voor 3 celli
- Canzona IV, voor 6 hoorns
- Canzona IVa, voor kopersextet (2 trompetten, 2 hoorns en 2 trombones)
- Dialogue and Dance, voor dwarsfluit en harp

### Werken voor orgel
- 1979 Toccata Giocosa
- 1980 Fantasia on Hayn
- 1980 Four Preludes
  1. Prelude on Latrobe
  2. Prelude on Confession
  3. Prelude on Eden
  4. Prelude on Worship
- 1980 Partita on "Thy majesty"
- 1984 Three Pieces on Chorales of John Antes
  1. Passacaglia on Falckner
  2. Pastorale on Monkland
  3. Toccata on Ingham

### Werken voor piano
- 1967-1996 Vier sonatines
- 1997 Concert Suite
- 2003 Toccata
- 2004 Dance Preludes
- 2009 Panels

### Werken voor gitaar
- 1990 Sonatine

## Publicaties
- samen met Marie Kroeger: An index to Anglo-American psalmody in modern critical editions, Madison, (Wisconsin): A-R Editions, 2000. 143 p., ISBN 978-0-895-79471-0
- Early American anthems, vol.1: "Anthems for public celebrations"; vol.2: "Anthems for special occasions"; Madison, (Wisconsin): A-R Editions, 2000. 192 p., ISBN 978-0-895-79459-8 ISBN 978-0-895-79460-4
- Three Connecticut Composers : The Collected Works of Oliver Brownson, Alexander Gillet, and Solomon Chandler, New York: Garland Publications, 1997. 185 p., ISBN 978-0-815-32779-0
- Two Vermont Composers : The Collected Works of Elisha West and Justin Morgan, New York ; London: Garland Publications, 1997. 162 p., ISBN 978-0-815-32405-8
- Music of the new American Nation : Sacred Music from 1780 to 1820 : A Garland Series, 15 vols. New York: Garland Publications, 1995-1999.
- Three New York Composers : The Collected Works of Lewis Edson, Lewis Edson Jr., and Nathaniel Billings, New York: Garland Publications, 1995. 148 p., ISBN 978-0-815-32170-5
- Two Connecticut Composers : The Collected Works of Asahel Benham and Merit Woodruff, New York: Garland Publications, 1995. 166 p., ISBN 978-0-815-32171-2
- American Fuging-Tunes, 1770-1820 : A Descriptive Catalog, Westport, Connecticut: Greenwood Press, 1994. 220 p., ISBN 978-0-313-29000-8
- Early Melodrama in America, New York: Garland Publications, 1994. 272 p., ISBN 978-0-815-31374-8
- Catalog of the Musical Works of William Billings, New York: Greenwood Press, 1991. 160 p., ISBN 978-0-313-27827-3
- The Worcester Collection of Sacred Harmony and Sacred Music in America, 1786-1803, Providence, Rhode Island: Doctoral Thesis Brown University, 1976.
- A Moravian Music Sampler, Winston-Salem, N.C.: Moravian Music Foundation, 1974. 28 p.